# Richard Klein
Richard Klein (Monaco di Baviera, 7 gennaio 1890 – Weßling, 31 luglio 1967) è stato un artista tedesco.
È noto per il suo lavoro come medaglista dall'inizio della prima guerra mondiale nel 1914, e principalmente per il suo lavoro come artista favorito del regime nazista. 
Klein era direttore della Scuola di Arti Applicate di Monaco ed era inoltre uno dei pittori preferiti di Adolf Hitler.
Klein progettò anche premi e decorazioni naziste. Queste includevano la medaglia dei Sudeti, la medaglia Anschluss e la medaglia Memel , note collettivamente come medaglie dell'occupazione tedesca, oltre alla medaglia al merito di guerra e al premio per lungo servizio della Wehrmacht .